# Lars Martinson
Lars Martinson, né en 1977, est un auteur de bande dessinée américain.

## Biographie
Lars Martinson est né en 1977 au Minnesota. De 2003 à 2006, il a vécu et travaillé au Japon, dans le cadre du JET Programme (en), en tant que professeur assistant d'anglais dans différentes écoles primaires et secondaires.
En 2007, il reçoit une bourse « Fondation Xeric Grant for Comic Book Self-Publishers » qui lui a permis d'autopublier Tonoharu.
En 2008, il retourne au Japon pour étudier la calligraphie pour deux ans, avec une bourse du gouvernement japonais.
Depuis juillet 2011, il est de nouveau au Japon dans le cadre du JET Programme.

## Œuvre
La série Tonoharu est d'inspiration autobiographique et raconte la vie sentimentale d'un Américain, jeune professeur d'anglais au Japon. Elle décrit aussi de façon tendre et mélancolique, mais avec humour, la solitude de l'étranger. Le dessin monochrome, empreint de fausse raideur dans des cases au format standard, donne l'impression d'un mélange original de xylographie et d'estampe.

### Livres
- Young Men of a certain Mind, auto-publié, 2003
- Tōnoharu, Part One, Pliant Press, 2008 (Seconde édition: Top Shelf Productions, septembre 2014,  (ISBN 978-0980102369))
- Tōnoharu, Part Two, Pliant Press, 2010
  - Tonoharu (traduction française des deux volumes anglais), Le Lézard Noir, 2011
- Tōnoharu, Part Three, Pliant Press, novembre 2016,  (ISBN 978-0980102314)